# Crotalaria topouensis
Crotalaria topouensis är en ärtväxtart som beskrevs av Debb.. Crotalaria topouensis ingår i släktet sunnhampor, och familjen ärtväxter. Inga underarter finns listade i Catalogue of Life.